# Maria do Carmo Leal
Maria do Carmo Leal (Bonito, Bahia, 7 de agosto de 1950) é uma médica sanitarista e pesquisadora brasileira. Formou-se em Medicina (1975) pela Faculdade de Medicina da Bahia. Em seguida, mudou-se para o Rio de Janeiro e realizou especialização em Saúde Pública (1977), na Escola Nacional de Saúde Pública (ENSP) da Fundação Oswaldo Cruz (Fiocruz), onde também cursou mestrado (1981) e doutorado (1997).
Em 1977, ingressou no serviço público como pesquisadora do Departamento de Epidemiologia e Métodos Quantitativos da ENSP/Fiocruz. Foi a primeira e única mulher a ocupar o cargo de diretora da Escola (1993-1994). Em 2005, foi eleita Vice-Presidente de Ensino, Informação e Comunicação da Fiocruz, na chapa que reconduziu Paulo Buss para mais um mandato à frente da instituição.
Considerada uma das maiores especialistas do país no tema da saúde materno-infantil, destacou-se, também, pelas suas investigações sobre saúde sexual e reprodutiva. Em 2011, liderou o grupo que lançou a Pesquisa Nascer no Brasil, considerada o maior inquérito já realizado no país sobre condições de parto, nascimento e aborto. Este estudo inédito revelou um cenário preocupante sobre a atenção obstétrica no Brasil, evidenciando um excesso de intervenções desnecessárias no período peripartal. Além disso, as taxas de partos cesáreos obtidas ficaram entre as mais altas do mundo, atingindo 88% no setor privado. Os achados da pesquisa produziram impacto político e social, além de servir como material de investigação para outros pesquisadores. Entre 2020 e 2022, levou a campo uma segunda edição revista e ampliada da Pesquisa Nascer no Brasil.
A pesquisa teve desdobramentos, como o "Nascer nas Prisões", que buscou descrever as peculiaridades da gestação e da maternidade para populações de mulheres privadas de liberdade e cujos resultados tiveram repercussão social importante, motivando reações de autoridades. O estudo serviu de embasamento para a decisão do Supremo Tribunal Federal, em 2018, pela revogação da prisão preventiva e conversão em prisão domiciliar nos casos de detentas gestantes, puérperas e mães com filhos de até 12 anos. Considerado o primeiro habeas corpus coletivo do Brasil, este julgamento histórico foi responsável pela liberação imediata de 143.641 mulheres encarceradas e envolveu a participação de diversas instituições como amici curiae.
As informações fornecidas por seus estudos motivaram algumas iniciativas visando a melhoria da qualidade da assistência ao parto e ao nascimento, como o Projeto Parto Adequado, que envolveu a Agência Nacional de Saúde Suplementar (ANS) e hospitais privados e contou a participação direta da pesquisadora. Este projeto foi responsável pela definição de protocolos oficiais para avaliação e certificação de boas práticas na linha de cuidado materna e neonatal. As pesquisas sob sua coordenação foram abordadas em inúmeros meios de comunicação e serviram como tema de uma série de documentários dirigidos por Bia Fioretti e distribuídos pela VídeoSaúde.
É autora de centenas de artigos publicados em reconhecidos periódicos científicos nacionais e internacionais, como o The Lancet, figurando entre os 100 cientistas mais citados do Brasil, conforme a classificação da AD Scientific Index (2023). Colaborou com diversas entidades de fomento à pesquisa, como a Coordenação de Aperfeiçoamento de Pessoal de Nível Superior (Capes), o Conselho Nacional de Desenvolvimento Científico e Tecnológico (CNPq) e a Financiadora de Estudos e Projetos (Finep). Foi escolhida "Cientista do Nosso Estado" em três ocasiões pela Fundação Carlos Chagas Filho de Amparo à Pesquisa do Estado do Rio de Janeiro (Faperj).

## Obra
Artigos selecionados
- VICTORA, C. G.; BARRETO, M. L.; CARMO, M. L.; et al. Health conditions and health-policy innovations in Brazil: the way forward. Lancet, v. 377, n. 9782, p. 2042-53, 2011. doi: 10.1016/S0140-6736(11)60055-X
- VICTORA, C. G.; AQUINO, E. M.; CARMO, M. C.; et al. Maternal and child health in Brazil: progress and challenges. Lancet, v. 377, n. 9780, p. 1863-76, 2011. doi: 10.1016/S0140-6736(11)60138-4
- VIELLAS, E. F.; DOMINGUES, R. M. S. M.; DIAS, M. A. B.; GAMA, S. G. N.; THEME-FILHA, M. M.; COSTA, J. V.; BASTOS, M. H.; LEAL, M. C. Assistência pré-natal no Brasil. Cadernos de saúde pública, v. 30, p. S85–S100, 2014. doi: 10.1590/0102-311X00126013
- DOMINGUES, R. M. S. M.; DIAS, M. A. B.; NAKAMURA-PEREIRA, M.; TORRES, J. A.; D'ORSI, E.; PEREIRA, A. P. E.; SCHILITHZ, A. O. C.; LEAL, M. C. Processo de decisão pelo tipo de parto no Brasil: da preferência inicial das mulheres à via de parto final. Cadernos de saúde pública, v. 30, p. S101–S116, 2014. doi: 10.1590/0102-311X00105113
- DOMINGUES, R. M. S. M.; LEAL, M. C. Incidência de sífilis congênita e fatores associados à transmissão vertical da sífilis: dados do estudo Nascer no Brasil. Cadernos de saúde pública, v. 32, n. 6, e00082415, 2016. doi: 10.1590/0102-311X00082415

Livros
- LEAL, M. C.; SABROZA, P. C.; RODRÍGUEZ, R. H.; BUSS, P. M. (Orgs.). Saúde, ambiente e desenvolvimento. São Paulo: HUCITEC, 1992. v. 1 e 2.
- SZWARCWALD, C. L.; LEAL, M. C. Condições de vida e situação de saúde. Rio de Janeiro: ABRASCO, 1997. v. 4.
- LEAL, M. C.; LAGO, T.; JOAQUIM, M. C.; GORETTI, A. (Orgs.). Assistência perinatal e neonatal no Brasil: um desafio para os serviços de saúde. 17. ed. Rio de Janeiro: Tema-RADIS-Fiocruz, 1999. v. 1. 31 p.
- LEAL, M. C.; VIACAVA, F. (Orgs.). Maternidades do Brasil. 2. ed. Rio de Janeiro: Radis comunicação em saúde, 2002. v. 1. 35 p.
- SZWARCWALD, C. L.; VIACAVA, F.; VASCONCELOS, M. T. L.; LEAL, M. C.; et al. (Orgs.). RADIS - A saúde em números. esp. ed. Rio de Janeiro: FIOCRUZ, 2004. v. 1. 20 p.
- LEAL, M. C.; FREITAS, C. M. (Orgs.). Cenários possíveis: experiências e desafios do mestrado profissional na saúde coletiva. 1. ed. Rio de Janeiro: Fiocruz, 2006. v. 1. 287 p.
- VICTORA, C. G.; LEAL, M. C.; BARRETO, M. L.; SCHMIDT, M. I.; MONTEIRO, C. A. (Orgs.). Saúde no Brasil: a série Lancet 2011. 1. ed. Rio de Janeiro: Fiocruz, 2011. v. 1. 196 p.